# Diego Pozzetto
Diego Pozzetto (Trieste, 18 aprile 1893 – Trieste, 29 maggio 1988) è stato un attore italiano.

## Biografia
È stato un attore caratterista o di secondo piano in una trentina di pellicole dal 1936 fino al 1964, apparendo in film di ogni genere e sostenendo un'unica volta un ruolo da protagonista, nel film per ragazzi Avventura nell'arcipelago diretto nel 1958 da Dino Bartolo Partesano. Dopo essere apparso in alcuni film mitologici e un western sotto lo pseudonimo Diego Wells, abbandona il grande schermo senza dare più notizie di sé fino alla sua morte.

## Filmografia
- Bertoldo, Bertoldino e Cacasenno, regia di Giorgio Simonelli (1936)
- Il corsaro nero, regia di Amleto Palermi (1937)
- Nina, non far la stupida, regia di Nunzio Malasomma (1937)
- L'argine, regia di Corrado D'Errico (1938)
- Stella del mare, regia di Corrado D'Errico (1938)
- Marionette, regia di Carmine Gallone (1939)
- Tre fratelli in gamba, regia di Alberto Salvi (1939)
- L'ospite di una notte, regia di Giuseppe Guarino (1939)
- Il conte di Bréchard, regia di Mario Bonnard (1940)
- Uomini sul fondo, regia di Francesco De Robertis (1941)
- Sinfonia fatale, regia di Victor Stoloff (1947)
- Se fossi deputato, regia di Giorgio Simonelli (1949)
- Margherita da Cortona, regia di Mario Bonnard (1950)
- Angelo tra la folla, regia di Leonardo De Mitri e Francesco De Robertis (1950)
- Cavalcata d'eroi, regia di Mario Costa (1950)
- Piume al vento, regia di Ugo Amadoro (1951)
- Amore e sangue, regia di Marino Girolami (1951)
- Trieste mia!, regia di Mario Costa (1951)
- Maschera nera, regia di Filippo Walter Ratti (1952)
- When in Rome, regia di Clarence Brown (1952)
- Prigioniera della torre di fuoco, regia di Giorgio Walter Chili (1952)
- Sudliche Nachte, regia di Robert Adolf Stemmle (1953)
- Disonorata (senza colpa), regia di Giorgio Walter Chili (1954)
- Ripudiata, regia di Giorgio Walter Chili (1954)
- Moglie e buoi, regia di Leonardo De Mitri (1956)
- Vecchio cinema... che passione!, regia di Aldo Crudo (1957)
- Avventura nell'arcipelago, regia di Dino Bartolo Partesano (1958)
- Erode il grande, regia di Viktor Turžanskij (1959)
- Il cavaliere senza terra, regia di Giacomo Gentilomo (1959)
- Giuditta e Oloferne, regia di Fernando Cerchio (1959)
- Il mondo dei miracoli, regia di Luigi Capuano (1959)
- Ben-Hur, regia di William Wyler (1959)
- Ursus nella terra di fuoco, regia di Giorgio Simonelli (1963)
- Jim il primo, regia di Sergio Bergonzelli (1964) con il nome Diego Wells
- Ercole contro i tiranni di Babilonia, regia di Domenico Paolella (1964)